# Кендюх (страва)
Ке́ндюх — українська національна страва зі шлунку тварини (переважно свинячого), начиненого м'ясом і незначною кількістю сала або взагалі без нього. Інші назви — ко́вбик, сальтисо́н.

## Спосіб приготування
Брали шлунок, вивертали його назовні, добре промивали (декілька разів), натирали поверхню сіллю, зачищали ножем та ще раз добре промивали. Окремо нарізали м'ясо та сало додаючи сіль та часник, а також, у більш сучасні роки, чорний перець. Потім такою м'ясною сумішшю начиняли кендюх, його зашивали та варили дві годин. Після завершення варки його обсмажували з обох боків до ледь або добре помітної золотистої скоринки. Цю страву готують і сьогодні.
На Волині існує особлива методика приготування в'яленого К. — коли щільно набитий шлунок зав'язують та підвішують на горищі, через 6–12 місяців страва готова до вжитку. Страва має назву — Мацик.

## Згадки у літературі
«На ньому [столі] вже парувала гречана каша з вишкварками, ковбаса з часником, начинений кендюх і коржі з маком» (Петро Панч, Гомоніла Україна, 1954, 22);
«В оборі сталася пропажа: зник копчений свинячий кендюх» (Олександр Ковінька, Кутя.., 1960, 32).

## Галерея

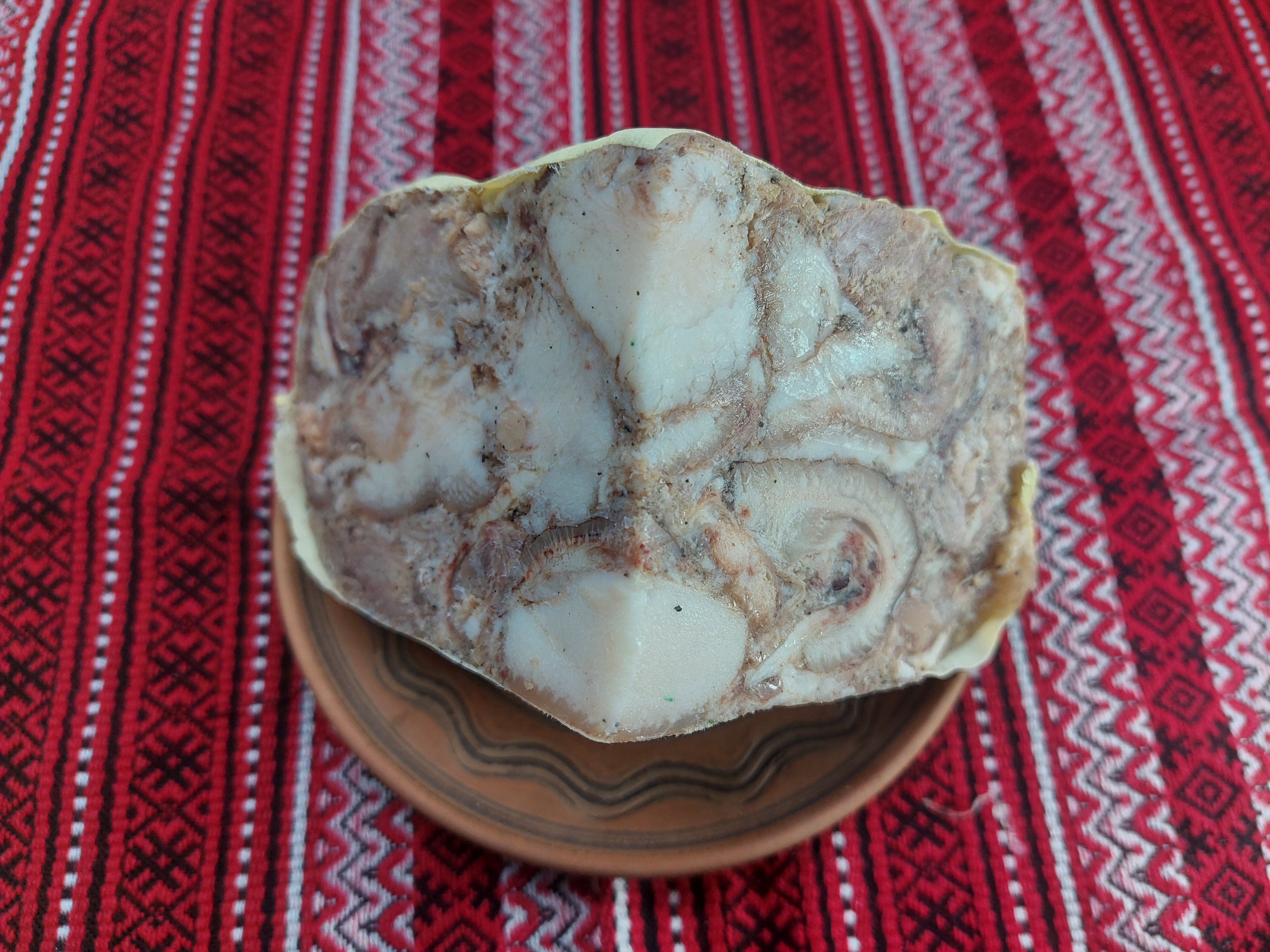
Кендюх
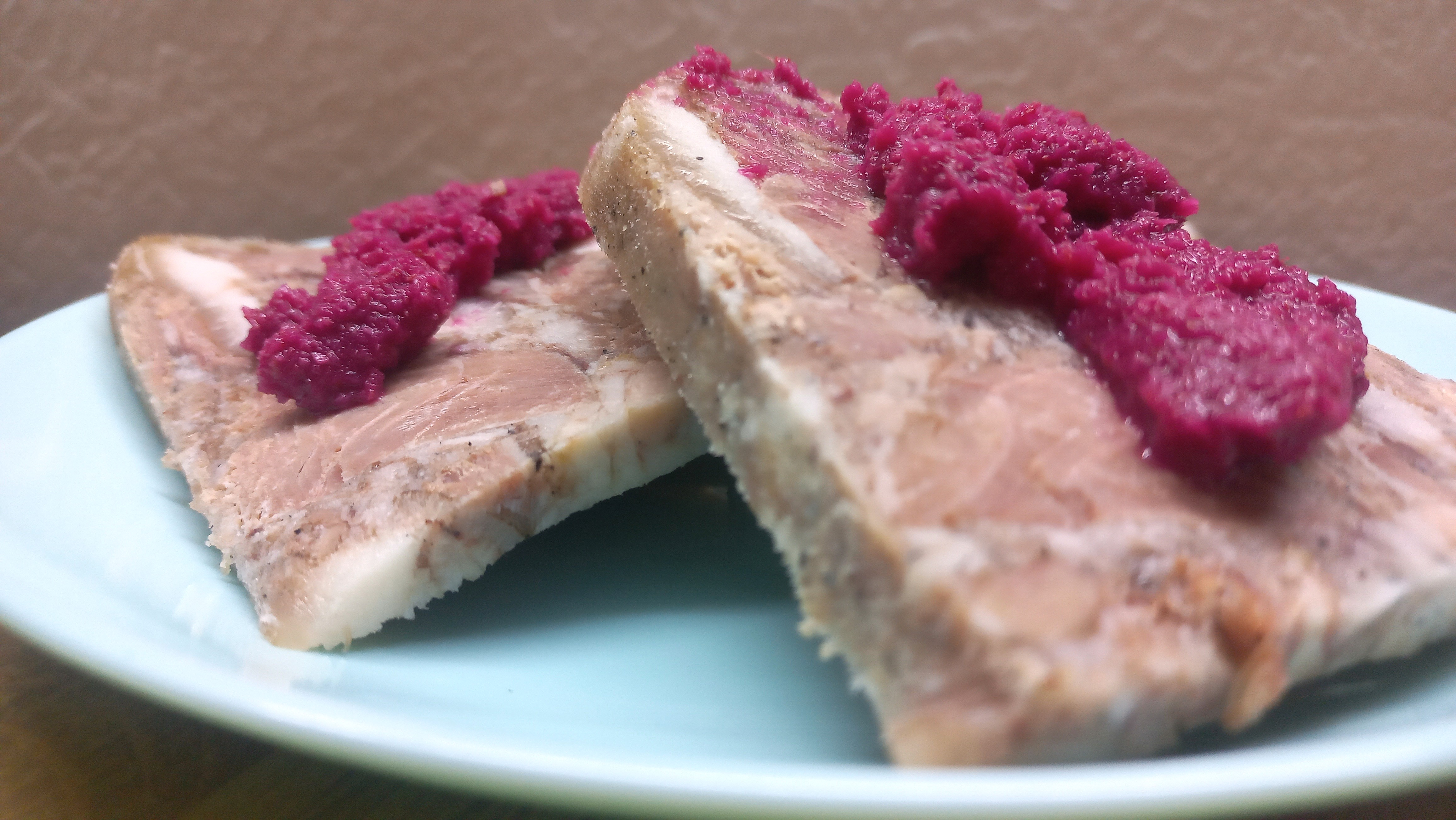
Кендюх з хроном
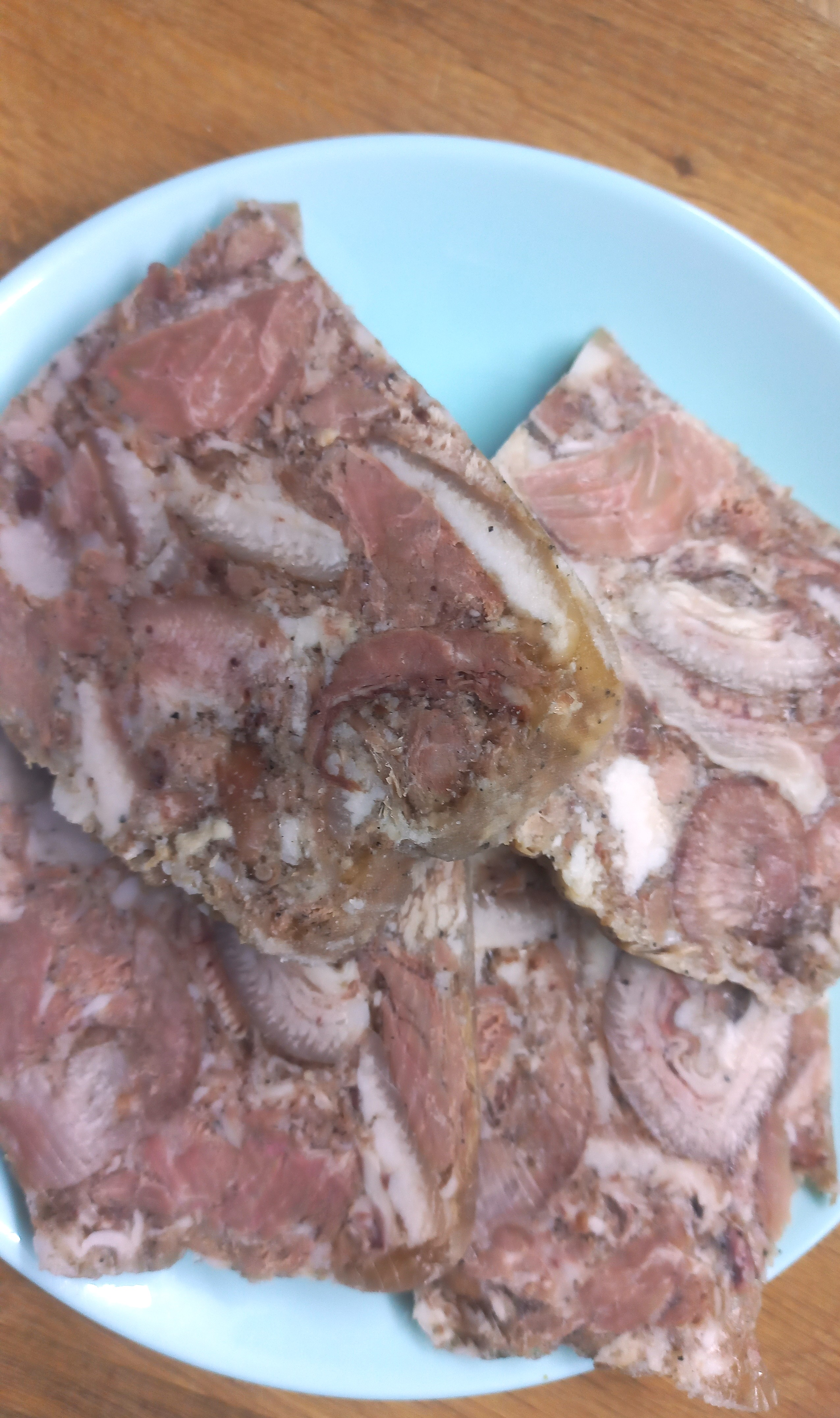
Кендюх шматочками